# كليفورد إس. بيرلمان
كليفورد إس. بيرلمان (بالإنجليزية: Clifford S. Perlman)‏ هو شخصية أعمال أمريكي، ولد في 30 مارس 1926 في فيلادلفيا في الولايات المتحدة، وتوفي في 4 سبتمبر 2016 في بل أير ‏ في الولايات المتحدة.